# گمینا شچوچن
گمینا شچوچن (به لهستانی:  Gmina Szczuczyn) یک گمینا در لهستان است که در شهرستان گرایوو واقع شده‌است. گمینا شچوچن ۱۱۵٫۷۲ کیلومتر مربع مساحت و ۶٬۴۸۵ نفر جمعیت دارد.